# 王周紹
王周紹（1536年—？），原名紹，初從母姓周，字仲孝，直隸蘇州府崑山縣軍籍，太倉州人，明朝政治人物。

## 生平
隆慶元年（1567年）丁卯科應天鄉試第一百二十四名舉人，二年（1568年）中式戊辰科會試第一百三十名，二甲第五名進士。任臨清州同知，官至刑部郎中。

## 家族
曾祖王悌，贈南京禮部主事；祖父王世芳，廣東按察司副使；父王一貫；叔父王一誠。母周氏。嚴侍下。